# Олів'є V де Кліссон
Олів'є V де Кліссон (фр. Olivier V de Clisson; 23 квітня 1336 — 23 квітня 1407) — французький середньовічний військовий діяч часів Столітньої війни, конетабль Франції. Мав прізвиська «М'ясник» та «Одноокий з Оре».

## Життєпис
Походив з бретонського шляхетського роду. Син Олів'є IV де Кліссона і Жанни де Бельвіль. Народився в родинному замку Кліссон 1336 року. У 1343 році його батька було страчено за наказом короля Філіппа VI за добровільну здачу міста Ванн англійцям. Зрештою Жанна де Бельвіль озброїла кораблі і розпочала піратську війну проти французьких кораблів. Після поразки вона з Олів'є молодшим ледве врятувалася, старший брат останнього — Вільгельм — помер на шляху до Англії.
Виховувався при дворі англійського короля Едуарда III, де затоваришував з Жаном де Монфором. Тут мати Кліссона вийшла заміж за англійського полководця Волтера Бентлі. 1359 року був в складі англійської армії під час військової кампанії в Бретані на підтримку Жана де Монфора, що претендував на герцогську владу. Здійснював напади на область Пуату.
1360 року після договору у Бретіньї Олів'є V де Кліссон відновлюється в правах і привілеях у Франції. Невдовзі пошлюбив представницю роду де Лаваль, що мала родинні зв'язки з бретонською династією Дре. Продовжив участь у війні за бретонську спадщину на боці Монфора. У 1363 році відзначився при облогах Нанта і Бешереля, у 1364 році знову бився в Пуату, 1365 року сприяв перемозі в битві біля Оре, але втратив око. Олів'є дізнався, що Жан V де Монфор, що нарешті став герцогом Бретані, надав англійському полководцю Джону Чандосу замок і ліс Гавр, нагороду, якої Олів'є жадав за свою віддану службу. Кліссон висловив своє невдоволення новим герцогом, але це не змінило справи.
У 1366 році Олів'є де Кліссон був відправлений до Парижа як бретонський посол, щоб забезпечити дотримання Карлом V, королем Франції, гарантій статусу незалежної Бретані. 22 травня він був прийнятий з великою помпою в Парижі. 1367 року долучився до англійського війська на чолі із Едуардом, принцом Вельським, в поході на допомогу Педро I, королю Кастилії. Відзначився в битві при Нахері.
По поверненні поступово налагодив контакти з королем Франції. Навесні 1369 року радив Карлу V атакувати узбережжя Англії, а серпні того ж року фактично саботував захоплення фортеці Сен-Совер-ле-Віконт для англійців. За цим отримав від Франції фьєф Жослен в Нормандії. 1370 року відкрито перейшов на бік Карла V. Невдовзі став зводити замок Жослен з 8 вежами.
Долучився до французького війська на чолі із Бетраном дю Гекленом. Відзначився 1370 року в битві при Понтваллені (графство Мен), протягом літа 1371 року активно діяв в Пуату, Анжу і Сентожі, відвоювавши численні англійські замки, 1372 року зайняв міста Луден, Сен-Жан-д'Анжелі, Сент і Ла-Рошель, у 1373 році звитяжив під час облоги Бреста. В результаті герцог Жан V де Монфор втік до Англії. Олів'є де Кліссон став лейтенантом короля в Бретані, а потім співрегентом герцогства з віконтом Жаном I де Роан.
До 1377 року боровся з прихильниками де Монфора і англійців, що зберігали за собою міста-порти Брест й Дерваль, але захопити їх не зміг. 1378 року підтримав короля приєднати Бретань до королівського домену. Разом з тим де Кліссон мріяв отримати титул герцога Бретані через дружину, родичку герцогської династії. Але того ж року його дружина померла. Він оженився вдруге, пошлюбивши представницю роду Роан. 1379 року за домовленістю Жан де Монфор знову став герцогом, але де Кліссон зберігав за собою східнопівденну Бретань з містом Нант.
1380 року після загибелі Бертрана дю Геклена призначається конетаблем. 1381 року як представник короля підписав Другий Герандський договір, що узгодив протистояння Бретані й Франції. 1382 року рушив на допомогу Людовику II, графу Фландрії, проти якого повстав міський патриціат на чолі із Гентом. В битві при Роозбеке де Кліссон завдав повсталим поразки. За цим лише однією загрозою змусив буржуа, що повстали в Парижі, припинити заворушення.
1384 року став планувати велику військову кампанію з вторгнення до Англії, зібравши до 1387 року 1300 транспортних суден і 907 військових кораблів. Втім у грудні 1386 року Жан де Беррі став заважати висадці. Остаточно операцію було скасовано на початку 1387 року через погану погоду. Того ж року запрошений на засідання парламенту Бретані був схоплений за наказом герцога Жана V де Монфора. Спочатку останній намагався його стратити, але зрештою задовольнився сплатою великого викупу та отриманням замків форти Блейн, Жослен і Жугон Ле Гільдо. 1388 року король змусив герцога повернути ці замки.
1392 року П'єр де Краон за намовою герцога Жана V намагався вбити де Кліссона в Парижі, проте марно. У відповідь король Карл VI рушив з військом проти Бретані, яке перед час цього у нього стався перший напад божевілля. Влада перейшла до регентської ради. 10 грудня 1392 року Паризький парламент засудив Олів'є де Кліссона за незаконне збагачення, вигнав з королівства, оштрафував його на 200 тис. ліврів, позбавив посади конетабля. В результаті вимушен був тікати до замку Жослен. Тут його взяв в облогу Жан V де Монфор, але Олів'є зумів втриматися.
1394 року король, що прийшов до тями, відновив де Кліссона в правах. Але він не отримав посаду конетабля, лише право носити меча конетабля. 1396 року зміг замиритися з герцогом Бретані. Помер 1407 року в замку Жослен.

## Родина
1. Дружина — Катерина, донька Гі X де Лаваля, барона Вітрі
Діти:
- Беатрікс (бл. 1366—1448), дружина Алена VIII де Роана
- Маргарита (1366—1441), дружина графа Жана I де Пентевьєра

2. Дружина — Маргарита, донька віконта Алана VII Роана